# Bryodema qilianshanensis
Bryodema qilianshanensis är en insektsart som beskrevs av Yong Shan Lian och Z. Zheng 1984. Bryodema qilianshanensis ingår i släktet Bryodema och familjen gräshoppor. Inga underarter finns listade i Catalogue of Life.